# کاهش جمعیت

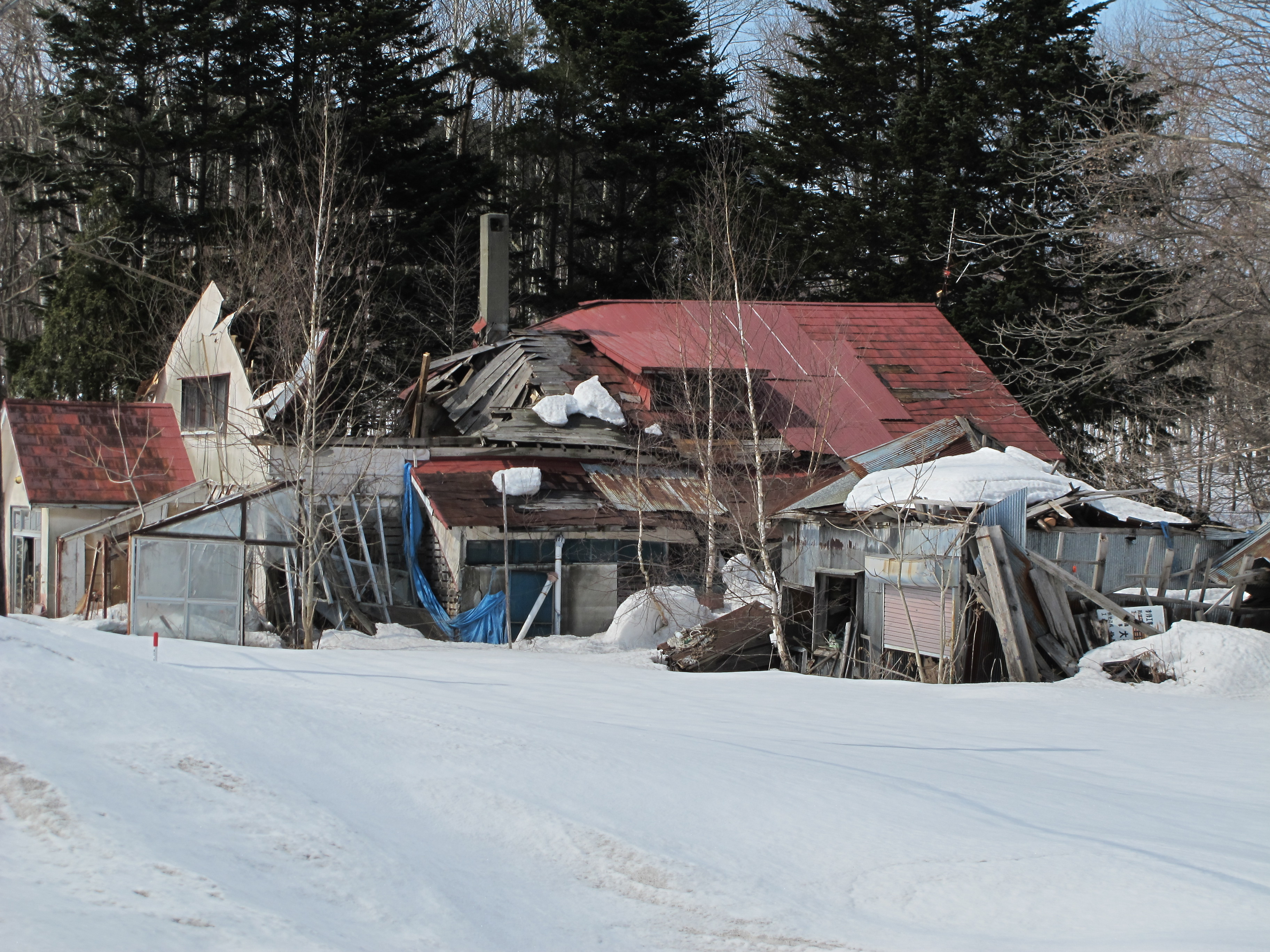
خانه‌ای متروکه با سقفی که بر اثر وزن برف پاک نشده فرو ریخت. خانه‌های زیادی مانند این در مناطق روستایی هوکایدو، ژاپن وجود دارد.

کاهش جمعیت (انگلیسی: Population decline) در انسان، کاهش جمعیت انسان است که در اثر وقایعی بلند یا کوتاه‌مدت رخ می‌دهد که می‌توان به گریز سفید، پایین آمدن میزان باروری، مهاجرت، رکود اقتصادی، خرابی شهرها براثر بلاهای مختلف، مرگ و میر زیاد در اثر خشونت، بیماری یا فجایع دیگر اشاره کرد. با این حال کاهش جمعیت انسان‌ها ممکن است برای برخی مناطق مفیدی باشد چراکه منابع بیشتر و رقابت کمتری در میان ساکنان آن مناطق به وجود می‌آورد. همچنین علاوه بر آلودگی هوا، تخریب محیط زیست و غیره، کاهش جمعیت می‌تواند علاوه بر تاثیرات مزیست‌محیطی، بر افزایش درآمد سرانه تاثیر مستقیمی بگذارد به نحوی که این شاخص اقتصادی افزایش یابد.